# Елк-Маунд (Вісконсин)
Елк-Маунд (англ. Elk Mound) — селище (англ. village) в США, в окрузі Данн штату Вісконсин. Населення — 985 осіб (2020).

## Географія
Елк-Маунд розташований за координатами 44°52′20″ пн. ш. 91°40′40″ зх. д. / 44.87222° пн. ш. 91.67778° зх. д. (44.872124, -91.677786).  За даними Бюро перепису населення США в 2010 році селище мало площу 5,93 км², з яких 5,93 км² — суходіл та 0,00 км² — водойми.

## Демографія
Згідно з переписом 2010 року, у селищі мешкало 878 осіб у 334 домогосподарствах у складі 225 родин. Густота населення становила 148 осіб/км².  Було 358 помешкань (60/км²).
Расовий склад населення:
| - 90,8 % — білих - 5,0 % — азіатів - 0,7 % — корінних американців - 0,6 % — чорних або афроамериканців |

До двох чи більше рас належало 2,5 %. Частка іспаномовних становила 2,5 % від усіх жителів.
За віковим діапазоном населення розподілялося таким чином: 30,6 % — особи молодші 18 років, 62,2 % — особи у віці 18—64 років, 7,2 % — особи у віці 65 років та старші. Медіана віку мешканця становила 30,9 року. На 100 осіб жіночої статі у селищі припадало 101,4 чоловіків;  на 100 жінок у віці від 18 років та старших — 98,4 чоловіків також старших 18 років.
Середній дохід на одне домашнє господарство  становив 63 629 доларів США (медіана — 53 333), а середній дохід на одну сім'ю — 74 430 доларів (медіана — 63 229). Медіана доходів становила 42 292 долари для чоловіків та 34 375 доларів для жінок. За межею бідності перебувало 5,6 % осіб, у тому числі 4,7 % дітей у віці до 18 років та 16,3 % осіб у віці 65 років та старших.
Цивільне працевлаштоване населення становило 566 осіб. Основні галузі зайнятості: освіта, охорона здоров'я та соціальна допомога — 22,3 %, роздрібна торгівля — 20,5 %, виробництво — 13,8 %, транспорт — 7,4 %.